# Dimitrie Moldovan
Dimitrie Moldovan (n.1848, Oarba de Mureș – d. 31 decembrie 1922, Sighișoara) a fost un deputat în Marea Adunare Națională de la Alba Iulia, organismul legislativ reprezentativ al „tuturor românilor din Transilvania, Banat și Țara Ungurească”, cel care a adoptat hotărârea privind Unirea Transilvaniei cu România, la 1 decembrie 1918.:p. 77

## Biografie
Născut în  localitatea Oarba de Mureș în anul 1848, Dimitrie a urmat studiile  la Institutul Teologic din Sibiu.  Ajunge învățător între anii 1870-1872, apoi preot în Sighișoara iar din 1895 ocupă și funcția de protopop de Sighișoara. Printre altele, se deosebește ca membru iar mai apoi ca președinte al Despărțământului Sighișoara al Astrei. Este președinte al adunării electorale a cercului electoral Sighișoara. După anul 1918, este numit membru al P.N.L. și vicepreședinte al acestei organizații județene. După o bogată activitate politică și socială, decedează la Sighișoara în data de 31 decembrie 1922.

## Activitatea politică
A fost ales ca delegat de drept  al protopopiatului ortodox Sighișoara, la Marea Adunare Națională de la Alba Iulia de la 1 decembrie 1918.:p.258

## Decorații
Dimitrie Moldovan a fost decorat  cu ordinul Coroana României în rang de ofițer și cu medalia Răsplata muncii pentru biserică.:p.258